# Атуэль
Атуэ́ль (исп. Atuel) — река в Аргентине, левый приток Рио-Саладо.
Длина 375 км.
Течёт по территории провинции Мендоса на западе центральной части Аргентины. Исток реки находится в Андах, недалеко от государственной границы между Аргентиной и Чили. Плотины в среднем течении образуют на реке водохранилища Ниуиль и Валье-Гранде. Половодье приходится на период таяния снегов летом. Зимой пересыхает в нижнем течении. Используется для орошения и выработки электроэнергии.